# Laoshan Velodrome
De Laoshan Velodrome is een velodroom in Laoshan in het district Shijingshan van de Chinese hoofdstad Peking. Het complex werd speciaal voor de Olympische Zomerspelen 2008 gebouwd.

## Architectuur
Drie Chinese, een Frans, een Australisch en een Duits Architectenbureau dienden in maart 2003 een ontwerp in voor de internationale architectuurwedstrijd die het organisatiecomité van de Olympische Zomerspelen 2008 had uitgeschreven voor een nieuwe velodroom. Het Duitse bureau Schürmann werd als winnaar uitgeroepen met hun futuristisch 'vliegende schotel'-ontwerp. Dit bureau heeft reeds heel wat faam verworven in het baanwielrennen met de aanleg van onder andere de piste in het UCI World Cycling Center (Zwitserland), de Wielerbaan Sloten (Nederland) of de olympische pistes uit 1936, 1960, 1968, 1972, 1988 en 1992.
Het gebouw heeft een ronde vorm, waarbij de dakconstructie binnenin aan een voorwiel van een fiets doet denken. De piste zelf is 250m lang. Het is de eerste houten piste in China.

## Olympische Spelen
Alle wedstrijden van het baanwielrennen van de Olympische Zomerspelen 2008 hadden hier plaats. Als voorbereiding op deze wedstrijden werd hier reeds van 7 tot 9 december 2007 een wereldbekermanche verreden.
Er was sprake om na de Olympische Spelen het aantal zitjes te verminderen tot 3.000 of 3.500. De velodroom werd intussel wel nog gebruikt voor nationale en internationale wedstrijden, en trainingen.